# Le Sang des Templiers
Pour les articles homonymes, voir Le Sang des Templiers (film, 2011).
Pour plus de détails, voir Fiche technique et Distribution.
Le Sang des Templiers (Das Blut der Templer) est un téléfilm allemand réalisé par Florian Baxmeyer, sorti en 2004.

## Synopsis
David est élevé depuis sa plus tendre enfance par un moine et ne connaît pas l'identité de ses parents. Un jour, le jeune homme apprend qu'il a, à la fois les gènes des Prieurs de Sion et des Chevaliers du Temple. Ces deux ordres se battent depuis des siècles pour la possession du Saint Graal...

## Distribution
- Mirko Lang : David
- Harald Krassnitzer : Robert von Metz
- Catherine Flemming : Lucrezia de Saintclair
- Alicja Bachleda-Curuś : Stella